# Corolliflorae
Corolliflorae é uma sub-classe da Classe Dicotiledónea.
Ordem 119. Lentibularieae
Gêneros: Utricularia, Genlisea, Pinguicula
Ordem 120. Primulaceae
Tribo 1. Hottonieae
Gêneros: Hottonia
Tribo 2. Primuleae
Gêneros: Primula, Gregoria, Douglasia, Androsace, Cortusa, Dodecantheon, Cyclamen, Soldanella, Coris, Glaux, Trientalis, Lubinia, Naumburgia, Lysimachia, Apochoris, Pelletiera, Asterolinum, Euparea
Tribo 3. Anagallideae
Gêneros: Anagallis, Micropyxis, Centunculus
Tribo 4. Samoleae
Gêneros: Samolus, Manaelia, Findlaya
Ordem 121. Myrsineaceae
Subordem 1. Maeseae
Tribo 1. Maeseae
Gêneros: Maesa
Subordem 2. Eumyrsineaceae
Tribo 2. Embelieae
Gêneros: Embelia, Choripetalum
Tribo 3. Ardisieae
Gêneros: Oncostemum, Amblyanthus, Hymenandra, Antistrophe, Myrsine, Pleiomeris, Heberdenia, Pimelandra, Badula, Stylogyne, Monoporus, Conomorpha, Weigeltia, Cybianthus, Wallenia, Icacorea, Ardisia, Purkinjia
Ordem 122. Aegiceraceae
Gêneros: Aegiceras
Ordem 123. Theophrastaceae
Subordem 1. Theophrasteae
Tribo 1. Clavijeae
Gêneros: Theophrasta, Clavija
Tribo 2. Jacquinieae
Gêneros: Jacquinia, Oncinus
Subordem 2. Monotheceae
Tribo 3. Monotheceae
Gêneros: Monotheca, Reptonia
Ordem 124. Sapotaceae
Gêneros: Chrysophyllum, Pouteria, Labatia, Lucuma, Sapota, Hormogyne, Sersalisia, Sideroxylon, Argania, Isonandra, Dipholis, Bumelia, Labourdonnaaisia, Delastrea, Azaola, Payena, Bassia, Imbricaria, Mimusops, Omphalocarpum, Rostellaria
Ordem 125. Ebenaceae
Gêneros: Royena, Euclea, Gunisanthus, Rospidios, Macreichtia, Diospyros, Maba, Cargillia
Ordem 126. Styracaceae
Tribo 1. Symploceae
Gêneros: Symplocos
Tribo 2. Styraceae
Gêneros: Styrax, Pterostyrax, Halesia
Tribo 3. Pamphilieae
Gêneros: Pamphilia, Foveolaria
Ordem 127. Oleaceae
Tribo 1. Fraxineae
Gêneros: Fraxinus
Tribo 2. Syringeae
Gêneros: Fontanesia, Forsythia, Nathusia, Syringa
Tribo 3. Oleineae
Gêneros: Olea, Picconia, Visiania, Kellaua, Stereoderma, Myxopyrum, Notelaea, Osmanthus, Phillyrea, Ligustrum
Tribo 4. Chionantheae
Gêneros: Chionanthus, Linociera, Noronhia, Boaria, Mayepea, Tetrapilus
Ordem 128. Jasmineae
Gêneros: Chondrospermum, Jasminum, Nyctanthes, Bolivaria, Menodora, Balangue
Ordem 129. Apocynaceae
Tribo 1. Willughbeiae
Subtribo 1. Allamandeae
Gêneros: Allamanda
Subtribo 2. Willughbeiae
Gêneros: Chilocarpus, Landolphia, Willughbeia, Couma, Collophora,Pacouria
Tribo 2. Carisseae
Subtribo 1. Craspidospermeae
Gêneros: Craspidospermum, Plectaneia
Subtribo 2. Eucarisseae
Gêneros: Maycockia, Hancornia, Winchia, Vahea, Ambelania, Carpodinus, Melodinus, Bicorona, Leuconotis, Carissa, Toxicophlaea, Rauwolfia, Ophioxylon
Subtribo 3. Thevetieae
Gêneros: Thevetia
Tribo 3. Plumerieae
Subtribo 1. Alyxieae
Gêneros: Alyxia, Vallesia
Subtribo 2. Tabernaemontaneae
Gêneros: Hunteria, Kopsia, Cerbera, Tanghinia, Ochrosia,   Voacanga, Piptolaena, Orchipeda, Urceola, Bonafousia, Odontadenia, Peschiera, Tabernaemontana, Conopharyngia, Malouetia, Condylocarpon, Vinca, Amsonia, Rhazya, Thyrsanthus, Gonioma, Cameraria, Plumeria, Anisolobus, Aspidosperma
Tribo 4. Parsonsieae
Gêneros: Vallaris, Lyonsia, Parsonsia, Balfouria, Beaumontia
Tribo 5. Wrightieae
Gêneros: Wrightia, Kixia
Tribo 6. Alstonieae
Gêneros: Alstonia, Blaberopus, Adenium
Tribo 7. Echiteae
Gêneros: Haplophyton, Holarrhena, Alafia, Isonema, Echaltium, Christya, Strophanthus, Nerium, Neriandra, Motandra, Pachypodium, Baissea, Heligme, Thenardia, Haemadictyon, Prestonia, Chonemorpha, Rhyncospermum, Cercocoma, Aganosma, Ichnocarpus, Forsteronia, Apocynum, Pottsia, Ecdysanthera, Anodendron, Chavannesia, Robbia, Secondatia, Echites, Laseguea, Dipladenia, Laubertia, Mascarenhacia, Skytanthus, Tayotum
Ordem 130. Asclepiadeae
Tribo 1. Periploceae
Gêneros: Cryptostegia, Zucchellia, Tacazzea, Aechmolepis, Gymnanthera, Camptocarpus, Finlaysonia, Hemidesmus, Brachylepis, Decalepis, Streptocaulon, Harpanema, Atherandra, Phyllanthera, Lepistoma, Periploca, Pentopetia, Ectadium
Tribo 2. Secamonae
Gêneros: Secamone, Goniostemma, Toxocarpus
Tribo 3. Asclepiadeae
Gêneros: Mitostigma, Astephanus, Haemax, Hemipogon, Nautonia, Steinheilia, Microloma, Metaplexis, Parapodium, Barjonia, Pycnostelma, Metastelma, Raphistemma, Roulinia,  Enslenia, Cordylogyne, Xysmalobium, Periglossum, Glossostephanus, Podostigma, Acerates, Vincetoxicum, Oncinema, Orthosia, Cynoctonum, Pycnoneurum, Holostemma,   Solenostemma, Arauja, Schubertia, Calotropis, Pentatropis, Kanahia, Sarcostemma, Oxystelma, Daemia, Fockea, Eustegia, Peplonia, Decanema, Endotropis, Cynanchum, Pentarrhinum, Schizoglossum], Glossonema, Aspidoglossum, Lagarinthus, Gomphocarpus, Asclepias, Ditassa, Tassadia, Calostigma, Oxypetalum, Schistogyne, Melinia, Sonninia, Morrenia, Turrigera, Rhyssostelma, Seutera
Tribo 4. Gonolobae
Gêneros: Matelea, Gonolobus, Ibatia, Macroscepis, Fischeria, Lachnostoma, Polystetemma, Blepharodon, Nephradenia, Dictyanthus, Chthamalia
Tribo 5. Stapeliae
Gêneros: Ptycanthera, Tenaris, Tylophora, Hybanthera, Asterostemma, Cosmostigma, Pervillaea, Marsdenia, Dregea, Pergularia, Stephanotis, Gymnema, Bidaria, Gongronema, Sarcolobus, Trichosandra, Rhyssolobium, Orthanthera, Macropetalum, Pentasachme, Leptadenia, Barrowia, Heterostemma,  Conchophyllum, Dischidia, Pterostelma, Physostelma, Centrostemma, Hoya, Riocreuxia, Ceropegia,  Eriopetalum, Brachystelma, Caralluma, Boucerosia, Sisyranthus, Apteranthes, Piaranthus, Huernia, Stapelia,  Hoodia, Baxtera
Ordem 131. Loganiaceae
Subordem e tribo 1. Spigelieae
Gêneros: Spigelia, Mitreola, Mitrasacme, Polypremum
Subordem 2. Strychneae
Tribo 2. Eustrychneeae
Gêneros: Strychnos, Rouhamon, Brehmia, Ignatia, Pagamea
Tribo 3. Gardnerieae
Gêneros: Gardneria
Tribo 4. Antonieae
Gêneros: Antonia
Tribo 5. Labordieae
Gêneros: Labordia
Tribo 6. Usterieae
Gêneros: Usteria
Subordem 3. Loganieae
Tribo 7. Lachnopyleae
Gêneros: Lachnopylis
Tribo 8. Gelesemieae
Gêneros: Gelsemium
Tribo 9. Euloganieae
Gêneros: Logania, Geniostoma
Tribo 10. Fagraeaceae
Gêneros: Fagraea, Cyrtophyllum, Picrophloeus
Tribo 11. Gaertnereae
Gêneros: Gaertnera, Sykesia
Subordem 4. Potalieae
Gêneros: Potalia, Anthocleista, Codonanthus, Anabata
Ordem 132. Gentianaceae
Tribo 1. Gentianeae
Subtribo 1. Chironieae
Gêneros: Chironia, Orphium, Plocandra, Gyrandra, Exacum, Lapithea, Dejanira,
Subtribo 2. Chloreae
Gêneros: Sabbatia, Eustoma, Zygostigma, Sebaea, Lagenias, Belmontia, Exochaenium, Schubleria, Apophragma, Erythraea, Cicendia, Microcala, Orthostemon, Pladera, Canscora, Slevogtia, Enicostema, Coutoubea, Schultesia, Ixanthus, Chlora
Subtribo 3. Lisiantheae
Gêneros: Hockinia, Pagaea, Petasostylis, Irlbachia, Lisianthus, Leiothamnus, Symbolanthus, Tachia, Prepusa, Tachiadenus, Leianthus, Voyria
Subtribo 4. Swertieae
Gêneros: Gentiana, Eudoxia, Crawfurdia, Tripterospermum, Centaurella, Pleurogyne, Anagallidium, Stellera, Ophelia, Exadenus, Halenia, Frasera, Swertia
Tribo 2. Menyantheae
Gêneros: Villarsia, Menyanthes, Limnanthemum, Glyphospermum
Ordem 133. Bignoniaceae
Tribo 1. Bignonieae
Subtribo 1. Eubignonieae
Gêneros: Bignonia, Pachyptera, Fridericia, Astianthus, Calosanthes, Cuspidaria, Macfadyena, Lundia, Mansoa, Millingtonia, Arrabidaea, Anemopaegma, Distictis, Haplolophium, Amphilophium, Pithecoctenium, Delostoma, Cybistax, Adenocalymna
Subtribo 2. Catalpeae
Gêneros: Sparattosperma, Spathodea, Heterophragma, Stereospermum, Zeyhera, Tabebuia, Craterotecoma, Tecoma, Catalpa, Chilopsis, Pajanelia, Jacaranda, Catophractes, Platycarpum, Rhigozum, Argylia, Tourrettia
Subtribo 3. Incarvilleae
Gêneros: Incarvillea, Amphicome
Subtribo 4. Eccremocarpeae
Gêneros: Eccremocarpus, Pteropodium, Dipterosperma, Bravaisia
Tribo 2. Crescentieae
Subtribo 1. Tanecieae
Gêneros: Colea, Periblema, Phyllarthron, Parmentiera, Tanaecium
Subtribo 2. Crescentieae
Gêneros: Crescentia, Kigelia, Tripinnaria
Ordem 134. Sesameae
Tribo 1. Eusesameae
Gêneros: Sesamum, Sesamopteris, Ceratotheca, Sporledera
Tribo 2. Pedalineae
Gêneros: Martynia, Craniolaria, Josephinia, Pretrea, Pedalium, Rogeria, Harpagophytum, Ischnia
Ordem 135. Cyrtandraceae
Tribo 1. Didymocarpeae
Subtribo 1. Liebigieae
Gêneros: Liebigia, Babactes
Subtribo 2. Aeschynantheae
Gêneros: Aeschynanthus, Agalmyla
Subtribo 3. Lysionoteae
Gêneros: Lysionotus
Subtribo 4. Eudidymocarpeae
Gêneros: Didymocarpus, Chirita, Streptocarpus, Baea
Subtribo 5. Ramondieae
Gêneros: Ramondia, Haberlea, Conandron
Subtribo 6. Loxonieae
Gêneros: Monophyllaea, Rhynchoglossum, Napeanthus, Rehmannia, Klugia, Loxonia, Rhabdothamnus
Subtribo 7. Loxocarpeae
Gêneros: Loxocarpus
Subtribo 8. Epithemeae
Gêneros: Quintilia, Stauranthera, Epithema, Platystemma, Isanthera
Tribo 2. Cyrtandreae
Gêneros: Cyrtandra, Whitia, Rhynchotechum, Centronota, Fieldia
Ordem 136. Hydrophyllaceae
Gêneros: Hydrophyllum, Nemophila, Ellisia, Microgenetes, Eutoca, Miltitzia, Cosmanthus, Phacelia, Emmenanthe
Ordem 137. Polemoniaceae
Gêneros: Phlox, Collomia, Navarretia, Gilia, Polemonium, Loeselia, Caldasia, Cantua, Cobaea
Ordem 137. [bis]Convolvulaceae
Tribo 1. Argyreieae
Gêneros:  Rivea, Maripa, Legendrea, Marcellia, Argyreia, Blinkworthia, Humbertia, Moorcroftia
Tribo 2. Convolvuleae
Gêneros: Quamoclit, Mina, Batatas, Pharbitis, Calonyction, Exogonium, Lepistemon, Ipomoea, Jacquemontia, Convolvulus, Aniseia, Polymeria, Calystegia, Shutereia, Skinneria, Porana, Duperreya, Neuropeltis, Prevostea, Breweria,   Bonamia, Cressa, Seddera, Evolvulus, Stylisma, Wilsonia
Tribo 3. Dichondreae
Gêneros: Dichondra, Falkia
Tribo 4. Cuscuteae
Gêneros: Cuscuta, Mouroucoa, Diplocalymna, Calibrachoa, Cervia
Ordem 138. Erycibeae
Gêneros: Erycibe
Ordem 139. Borragineae
Tribo 1. Cordieae
Gêneros: Gynaion, Varronia, Cordia, Saccellium
Tribo 2. Ehretieae
Gêneros: Ehretia, Menais, Rhabdia, Cortesia, Amerina, Tournefortia, Rotula
Tribo 3. Heliotropeae
Gêneros: Heliotropium, Heliophytum, Schleidenia, Coldenia, Pentacarya, Euploca
Tribo 4. Borrageae
Subtribo 1. Cerintheae
Gêneros: Cerinthe
Subtribo 2. Echieae
Gêneros: Lobostemon, Echium, Macrotomia, Echiochilon
Subtribo 3. Anchuseae
Gêneros: Nonnea, Borrago, Psilostemon, Symphytum, Stomotechium, Caryolopha, Anchusa, Lycopsis, Moritzia
Subtribo 4. Lithospermeae
Gêneros: Onosma, Colsmannia, Macromeria, Onosmodium, Maharanga, Moltkia, Lithospermum, Pentalophus, Mertensia, Pulmonaria, Arnebia, Alkanna, Stenosolenium, Meratia, Myosotis, Bothriospermum
Subtribo 4. Cynoglosseae 117
Gêneros: Amsinckia, Gruvelia, Pectocarya, Antiphytum, Eritrichium, Plagiobothrys, Krynitzkia, Echinospermum, Heterocaryum, Asperugo, Cynoglossum, Omphalodes, Suchtelenia, Solenanthus, Diploloma, Caccinia, Mattia, Rindera, Trichodesma, Craniospermum
Tribo 5. Rochelieae
Gêneros: Rochelia, Macielia, Halgania
Ordem 140. Hydroleaceae
Tribo 1. Hydroleae
Gêneros: Hydrolea, Hydrolia
Tribo 2. Nameae
Gêneros: Nama, Eriodyction, Wigandia, Romanzoffia, Rochefortia
Ordem 142. Scrophulariaceae
Subordem 1 e tribo 1. Salpiglossideae
Gêneros: Duboisia, Anthocercis, Schwenkia, Leptoglossis, Browallia, Brunfelsia, Heteranthia, Salpiglossis, Schizanthus
Subordem 2. Antirrhinideae
Tribo 2. Calceolarieae
Gêneros: Calceolaria
Tribo 3. Verbasceae
Gêneros: Verbascum, Janthe, Celsia, Staurophragma
Tribo 4. Hemimerideae
Gêneros: Alonsoa, Schistanthe, Angelonia, Hemimeris, Diascia, Colpias, Nemesia, Diclis
Tribo 5. Antirrhineae
Gêneros: Linaria, Anarrhinum, Antirrhinum, Galvesia, Maurandia, Lophospermum, Rhodochiton
Tribo 6. Cheloneae
Gêneros: Phygelius, Paulownia, Wightia, Diplanthera, Halleria, Scrophularia,
- Ordem 142(1)[sic]. Solanaceae
Ordem 144. Orobranchaceae
Ordem 145. Acanthaceae
Ordem 146. Phrymaceae
Ordem 147. Verbenaceae
Ordem 148. Myoporaceae
Ordem 149. Selagina
Ordem 150. Labiatae
Ordem 151. Stilbaceae
Ordem 152. Globulariaceae
Ordem 153. Brunoniaceae
Ordem 154. Plumbagineae
Ordem 155(?). Plantaginaceae